# Magnolia fujianensis
Espèce
Statut de conservation UICN

 NT  : Quasi menacé
Magnolia fujianensis est une espèce de plantes à fleurs de la famille des Magnoliacées. C'est un arbre endémique de Chine.

## Description
C'est un arbre.

## Répartition et habitat
Cette espèce est endémique de Chine où elle est présente dans la province de Fujian.

## Liste d'espèces
Selon World Checklist of Selected Plant Families (WCSP) (31 décembre 2013) :
- Magnolia fujianensis (Q.F.Zheng) Figlar (2000)